# Cogolo
Cogolo (IPA: /ˈkoɡolo/, Cógol in solandro) è una frazione del comune italiano di Peio, del quale costituisce il capoluogo, nella provincia autonoma di Trento, in Trentino-Alto Adige.
Fino al 1928 è stato comune autonomo, è stato poi unito agli altri comuni presenti in valle per formare il nuovo comune di Peio.
È la sede del settore trentino del Parco nazionale dello Stelvio.

## Geografia fisica
Il centro abitato si sviluppa sul versante destro della Val di Peio a circa 1 200 metri di altitudine. Si trova nel fondovalle della medesima valle, ai piedi della catena montuosa dell'Ortles-Cevedale che presenta numerose cime oltre i 3 500 metri tra cui il Monte Vioz. 
È attraversato dal torrente Noce che nasce dalla confluenza di due rami, il Noce Nero, che nasce dalle nevi del Corno dei Tre Signori, ed il Noce Bianco, che nasce dalla Vedretta Rossa. Il Noce Nero dopo 15 km forma il lago artificiale di Pian Palù, uno dei bacini che alimenta la centrale idroelettrica "Hydro Dolomiti Energia" in località Pònt. Il Noce Bianco, che nasce dal ghiacciaio della Vedretta Rossa che riceve dopo circa 10 km le acque del Rio Careser, che discende dal lago artificiale omonimo, l'altro bacino che alimenta la suddetta centrale. Il torrente Noce si forma a Cogolo, appena prima dello stabilimento di imbottigliamento dell'acqua Pejo.

## Origine del nome
Il nome del paese significa "ciottolo liscio e rotondo", pietra bianca, usata nella composizione del vetro e come decorazione.
Localmente, gli abitanti del paese vengono soprannominati pasolòti. Questo soprannome deriva da un uso alimentare della gente del posto. Era usanza seminare le rape nel campo ove si era raccolta la segale. Le rape contribuivano all'alimentazione umana assieme ai vari altri prodotti della terra. Le rape piccole o piccolissime venivano accantonate come cibo per i maiali. Queste piccole rape appassivano e venivano chiamate «pasolòti», buone da mangiare anche per chi, nei tempi di miseria, aveva sempre fame.

## Monumenti e luoghi d'interesse
Di grande importantanza sono la chiesa dedicata ai Santi Filippo e Giacomo ed il vicino palazzo Migazzi.  La prima, antecedente al XIV secolo, nel corso del tempo ha subito numerose ricostruzioni a causa di incendi e ingrandimenti. 
Il paese ospita inoltre la sede dell'imbottigliamento dell'acqua Pejo, attiva dal 1952, che utilizza l'acqua minerale che sgorga da una sorgente posta a circa 1400 metri di altitudine nel centro turistico di Peio Fonti, ai piedi del gruppo montuoso dell'Ortles-Cevedale.
Uscendo dal paese, in direzione Malga Mare, possiamo visitare la centrale idroelettrica di Pònt. Questa centrale sfrutta l'acqua proveniente dai laghi in quota Pian Palù e Careser. Questi ultimi due sono facilmente raggiungibile mediante percorsi escursionistici ben segnalati.
Il percorso per arrivare al primo, situato a circa 1800 metri, parte dal rifugio Fontanino; mentre arriviamo al secondo partendo da Malga Mare (2000 metri) attraverso un sentiero diretto oppure seguendo il noto percorso ad anello "Giro dei Laghi" che sale fino al Rifugio Larcher al Cevedale situato a 2600 metri, per poi proseguire un intinerario in quota che porta fino al Lago del Careser che si trova a 2600 metri.
Nota località turistica sia estiva che invernale offre numerosi sentieri immersi nella natura e un discreto comprensorio sciistico.

## Galleria d'immagini

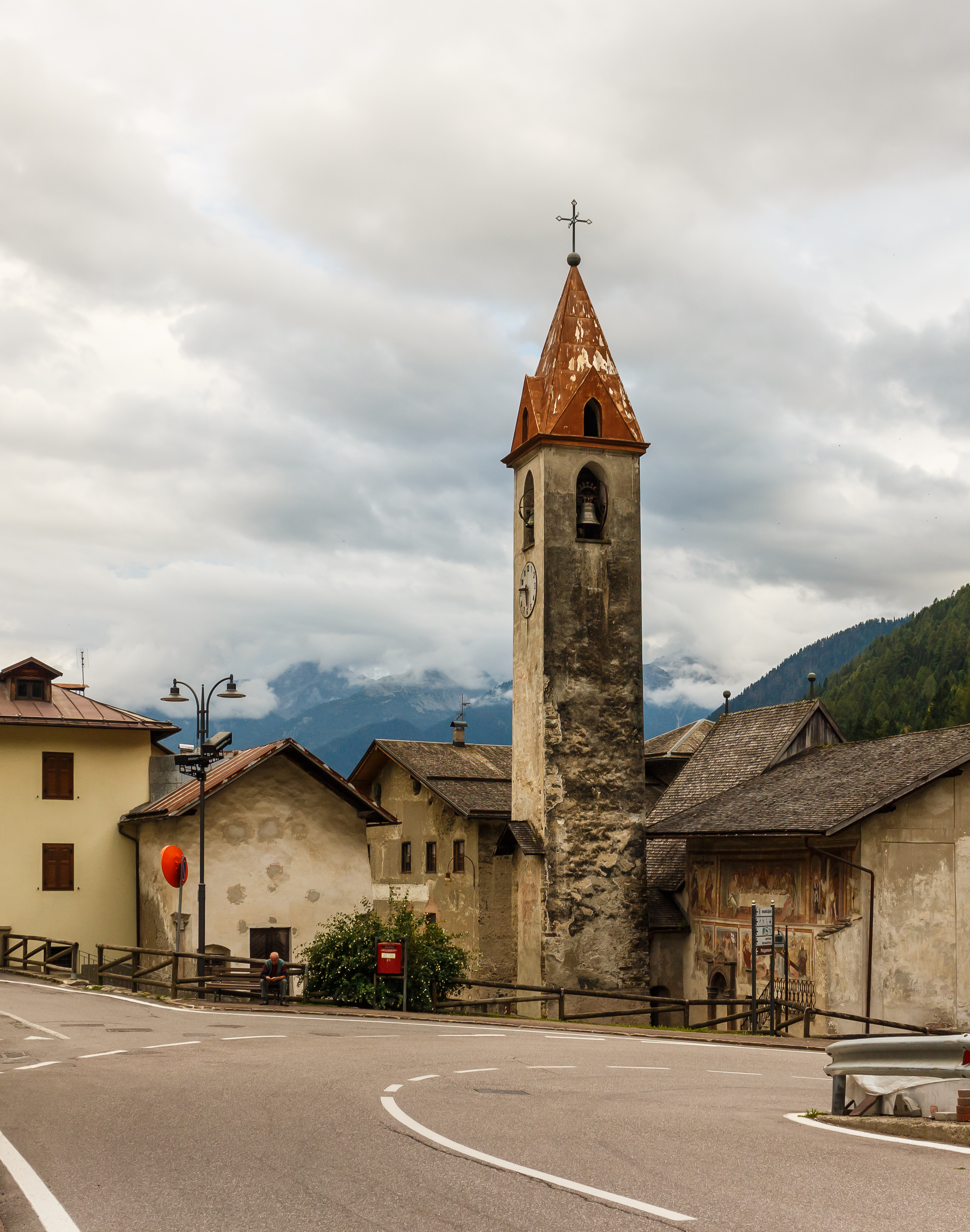
La chiesa dei Santi Filippo e Giacomo.
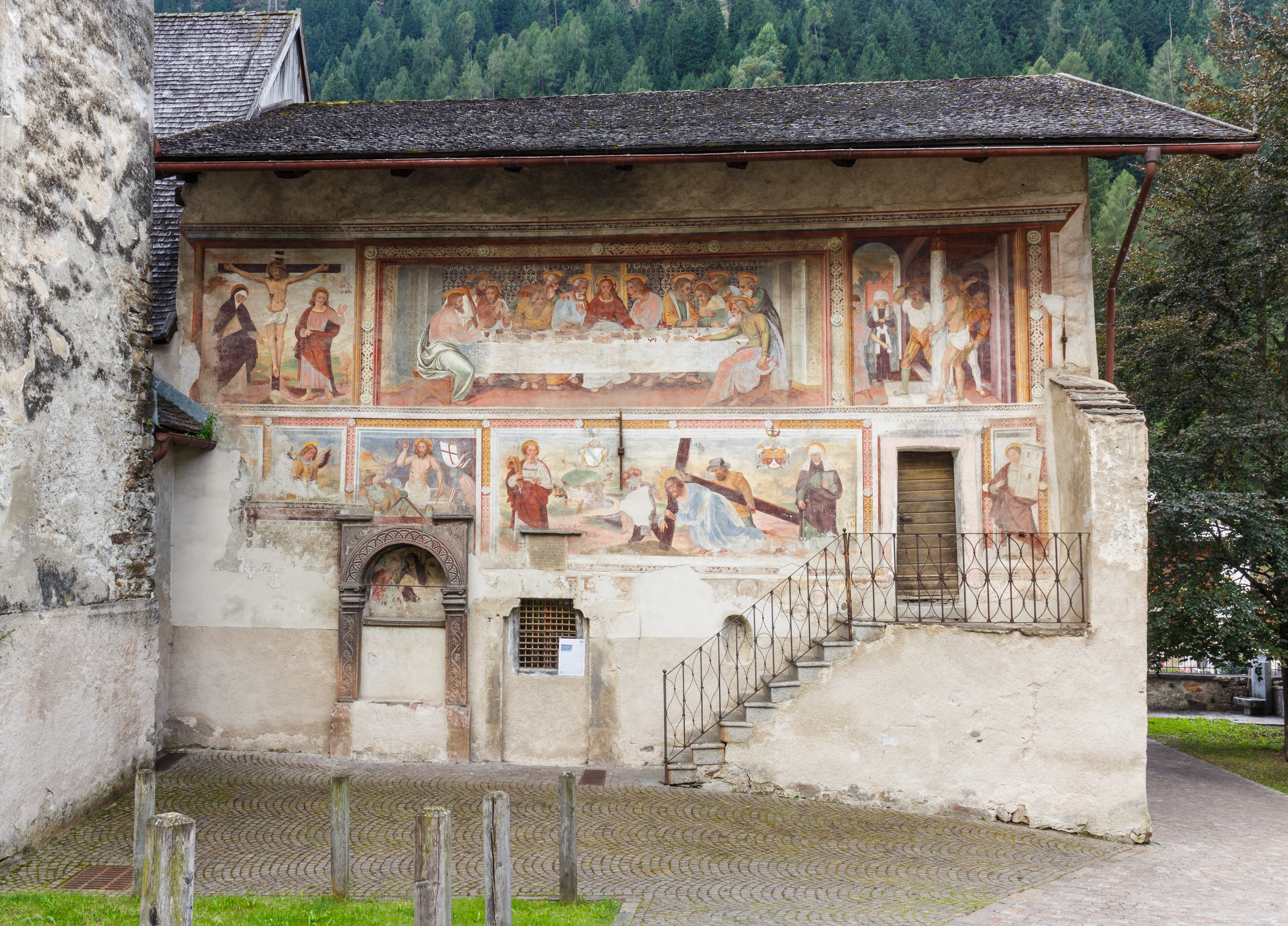
Affreschi della chiesa dei Santi Filippo e Giacomo.
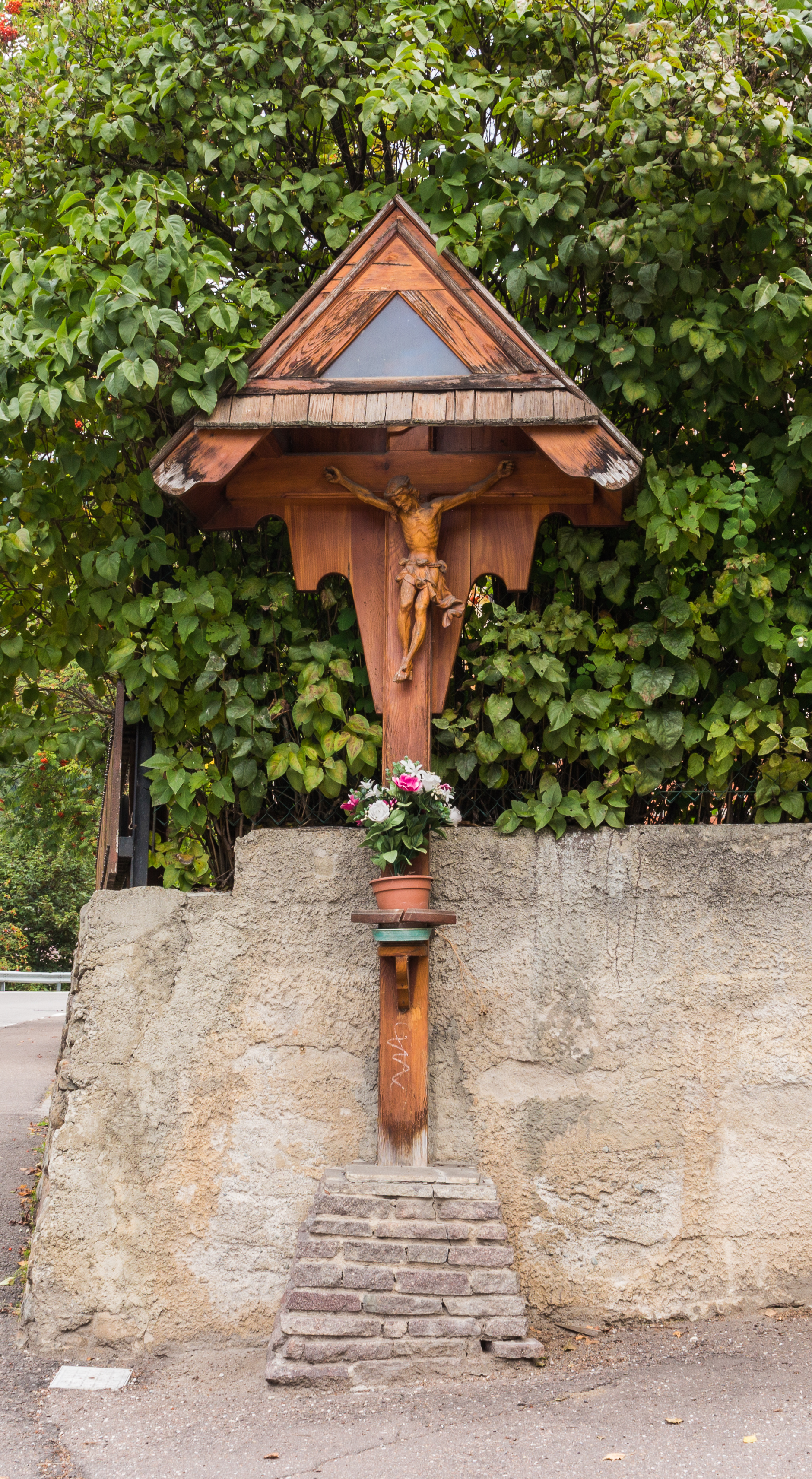
Crocefisso in legno a Cogolo.
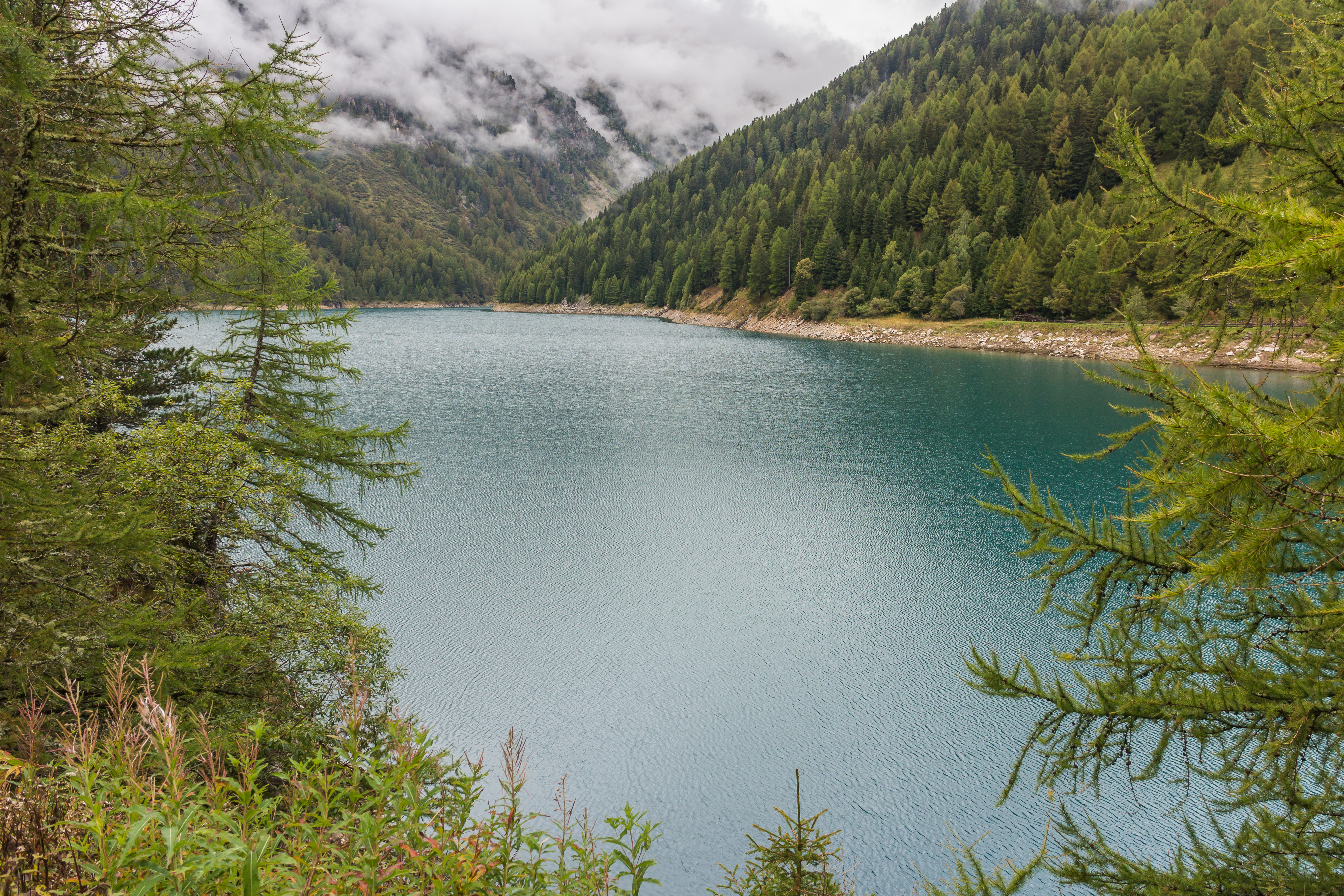
Il lago di Pian Palù nel Parco nazionale dello Stelvio.